# Leatettix nasuta
Leatettix nasuta är en insektsart som beskrevs av Brown, H.D. 1960. Leatettix nasuta ingår i släktet Leatettix och familjen Lentulidae. Inga underarter finns listade i Catalogue of Life.